# Pamela Jiles (journaliste)
Pamela Jiles Moreno (née le 30 novembre 1960 au Chili), est une écrivaine et journaliste chilienne.

## Biographie
Pamela Jiles Moreno est la fille de Juan Jiles Caffarena et María Inés Moreno Calderara.
Sa jeunesse a été marquée par la dictature d'Augusto Pinochet. À l'age de 16 ans, elle est exclue de son lycée pour avoir critiqué le régime puis enlevée et abusée sexuellement pendant deux jours dans un véhicule.

## Télévision
| Année     | Programme             | Rôle                 | Chaîne         |
| --------- | --------------------- | -------------------- | -------------- |
| 1988-1993 | Siempre Lunes         | Journaliste          | TVN            |
| 1989      | La hora de...         | Journaliste          | TVN            |
| 1989-2003 | Informe Especial      | Journaliste          | TVN            |
| 1989      | Mujeres al borde de.. |                      | TVN            |
| 1992      | Unas y otras          | Journaliste          | TVN            |
| 1997      | Contigo en verano     | Journaliste          | TVN            |
| 2001      | En debate             | Présentatrice        | TVN            |
| 2004      | Vértigo               | Invitée/Participante | Canal 13       |
| 2005      | La pluma              | Présentatrice        | TVO            |
| 2005      | Pamela Chile          | Présentatrice        | TVO            |
| 2006-2008 | SQP                   | Commentatrice        | Chilevisión    |
| 2010-2011 | En portada            | Commentatrice        | UCV Télévision |
| 2012-2015 | Intrusos              | Commentatrice        | La Red         |
| 2013-2014 | Mentiras verdaderas   | Panéliste            | La Red         |
| 2014      | Primer plano          | Invitée              | Chilevisión    |
| 2015      | Vértigo               | Invitée              | Canal 13       |
| 2015-2017 | Primer plano          | Panéliste            | Chilevisión    |
| 2017      | Fiebre de Viña        | Panéliste            | Chilevisión    |